# Vola (musikgrupp)
Vola (ofta stavat VOLA) är ett danskt metalband bildat år 2006 i Köpenhamn. Från då till nu har bandet genomgått flera medlemsbyten och består idag av Asger Mygind på sång och gitarr, keyboardisten Martin Werner, basisten Nicolai Mogensen och svenske trummisen Adam Janzi.
I debutalbumet Inmazes kombinerade bandet progressiv metal och elektronisk musik. Låtarna innehåller udda taktarter och komplexa riff, samt melodiska och medryckande refränger. Cirka tre år senare släpptes andra albumet Applause of a Distant Crowd, där musiken blev mer progressiv rock-orienterad med större användning av elektroniska inslag.
Bandet är influerat av bland andra Opeth, Porcupine Tree, Devin Townsend, Soilwork, Meshuggah, Massive Attack, Ulver och Mew. Asger Mygind själv säger sig vara ett stort fan av brittiska musikern Steven Wilson.

## Medlemmar

### Nuvarande
- Asger Mygind – Gitarr och sång (2006-)
- Martin Werner – Keyboard (2001-)
- Nicolai Mogensen – Bas och bakgrundsång (2009-), synth (2021-)
- Adam Janzi – Trummor (2017-)

### Tidigare medlemmar
- Jeppe Bloch – Bas (2006-2009)
- Niklas Scherfig – Trummor (2006-2011)
- Niels Dreijer – Gitarr och bakgrundsång (2006-2012)
- Felix Ewert – Trummor (2011-2017)

### Livemedlemmar
- Simen Sandnes – Trummor (2016)

## Diskografi

### EP
- Demo ep (2006)
- Homesick Machinery (2008)
- Monsters (2011)
- October Session (2017)

### Studioalbum
- Inmazes (2015)
- Applause of a Distant Crowd (2018)
- Witness (2021)
- Friend of a Phantom (2024)

### Livealbum
- Live from the Pool (2022)

### Singlar
- "Fireflies [Live]" (2008)
- "Golden Lighthouse Failure" (2010)
- "Glasswork" (2010)
- "Head Mounted Sideways" (2020)
- "Straight Lines" (2021)
- "24 Light-Years" (2021)
- "These Black Claws" (med Shahmen) (2021)
- "Napalm (Re-Witnessed)" (2022)
- "Paper Wolf" (2023)
- "Break My Lying Tongue" (2024)
- "I Don't Know How We Got Here" (2024)
- "Cannibal" (med Anders Friden) (2024)
- "Bleed Out" (2024)